# Paolo Fabrizi (1843-1917)
Paolo Fabrizi (Bastia, 1º maggio 1843 – Torino, 1º gennaio 1917) è stato un politico e medico italiano.